# Satan Panonski
Ivica Čuljak poznatiji kao Satan Panonski (Cerić, 4. lipnja 1960. – Vinkovci, 27. siječnja 1992.) bio je hrvatski pjevač punk glazbe.

## Životopis
Godine 1979. započinje svoj umjetnički životni pravac, okušavši se kao pjevač alternativnog sastava Pogreb X, nakon čega četiri godine kasnije, preuzima pseudonim "Satan Panonski" pod kojim nastaju tri autorska albuma, desetak demo-snimki uživo, nekoliko videozapisa "Hard-blood-shock", zbirka poezije, te mnogi recitali i performansi. 
Na prvom službenom albumu "Ljuljajmo ljubljeni ljubičasti ljulj", uz Ivicu Čuljka studijske snimke su odradili članovi grupe Majke, Nedjeljko Ivković „Kilmister”, Goran Bare i Željko Mikulić „Korozija”. Na drugom albumu "Nuklearne olimpijske igre" Ivica Čuljak imao je već stalnu prateću grupu u kojoj su svirali Danijel Brdar (gitara) i Mario Anušić (bubnjevi), a kojoj su se ponekad pridružili i članovi vinkovačke rock-grupe "Pokvarena mašta" (Zoran Čalić na gitari, a pjevač Alen Marin svirao je bas-gitaru). 
Treći album "Kako je punker branio Hrvatsku" snimljen je 1991. godine uz pratnju vinkovačke hard-rock-grupe "Nepopravljivi", a album je objavljen postumno i za izdavačku kuću Zdenka Franjića "Slušaj najglasnije!", kao i svi njegovi prethodni albumi.
Poginuo je u Domovinskom ratu 27. siječnja 1992. kao hrvatski vojnik u Aninoj ulici u Vinkovcima.

## Diskografija
- Ljuljajmo ljubljeni ljubičasti ljulj (1989.)
- Nuklearne olimpijske igre (1990.)
- Kako je panker branio Hrvatsku (1992.)

## Vanjske poveznice
- Performans kao sinteza umjetničkog izraza Satana Panonskog  Arhivirana inačica izvorne stranice od 12. ožujka 2018. (Wayback Machine)
- Ivica Čuljak na Discogsu
- Ivica Čuljak na MusicBrainzu
- Mixeta In memoriam
- Satan Panonski, Allmusic
- Satan Panonski: Osobenjak koji nije štedio ni sebe ni druge   Arhivirana inačica izvorne stranice od 12. ožujka 2018. (Wayback Machine)